# Островиця
О́стровиця (болг. Островица) — село в Кирджалійській області Болгарії. Входить до складу общини Кирджалі.

## Населення
За даними перепису населення 2011 року у селі проживали 285 осіб.
Національний склад населення села:
| Національність   | Кількість осіб | Відсоток |
| ---------------- | -------------- | -------- |
| турки            | 199            | 71,1%    |
| цигани           | 76             | 27,1%    |
| болгари          | 5              | 1,8%     |
| інша             | 0              | 0%       |
| не визначились   | 0              | 0%       |
| Всього відповіли | 280            |          |

Розподіл населення за віком у 2011 році:
Динаміка населення: